# Васоевич, Иван
Иван Груе Васоевич (серб. Ivan Gruje Vasojević / Иван Грује Васојевић; 11 февраля 1975, Сьеница — 11 апреля 1999, Кошаре) — старший сержант сухопутных войск Союзной Республики Югославии, один из 108 солдат, погибших во время битвы на Кошарах.

## Биография

### Ранние годы
Иван Васоевич родился 11 февраля 1975 года в Сьенице. Родители — Груе и Анджелия Васоевичи, также была сестра Биляна. В начальную школу Сьеницы пошёл в возрасте шести лет, в том же городе окончил среднюю школу с углублённым изучением математики. В декабре 1993 года призван в вооружённые силы Союзной Республики Югославии, срочную службу проходил в Кумборе.
Позже он окончил военную школу младших офицеров в Белграде, в 1996 году начал службу в 398-м полку в Ужице, командовал отделением связи (казарма Крчагово). Его воинская часть высоко оценивалась командованием. В 1998 году поступил на курсы шифровальщиков. 26 декабря того же года был направлен в горячую точку в 53-й пограничный батальон Приштинского корпуса сухопутных войск Югославии в Джяковице, службу нёс на погранзаставе в Кошаре.
В феврале 1999 года, за несколько дней до своего дня рождения, во время отпуска он приехал домой, чтобы встретиться с родными и близкими людьми (в том числе со своей девушкой). Как оказалось, это была последняя встреча Ивана с родными: просьбу родных досрочно вернуться домой со службы он не принял, заявив, что обязан обеспечивать безопасность границ и защищать жизни будущего поколения.

### Участие в битве за Кошаре 9 апреля 1999 года
Васоевич участвовал в Косовской войне против Армии освобождения Косово, которой помогали инструкторы из стран НАТО. В частности, Васоевич принимал участие в сражении за Кошаре. Утром 9 апреля 1999 года, на Страстную пятницу, после ночи, проведённой в засаде, у одного из отрядов югославской армии закончились запасы воды, и пополнить запасы вызвался один из бойцов, Драган Грубич. Через 20 минут один из людей Грубича сообщил, что возле югославско-албанской границы был замечен подозрительный человек с рацией. Группа из 12 человек и сержанта Васоевича (в группе был и Грубич) поднялись в гору, пройдя по труднодоступной местности и держа расстояние друг от друга в пределах 10 м.
Около полудня, когда бойцы поднялись на высоту, известную под названием «камень C4/6» и располагавшуюся в 400 м от основной башни погранзаставы, по солдатам был открыт шквальный огонь: их обстреляли бойцы АОК, которых насчитывалось около 300 человек. Югославы обладали стратегическим преимуществом, поскольку видели с высоты поле боя. По ним вели обстрел из РПГ: один снаряд угодил в дерево над бойцами, второй пролетел над верхушками деревьев. Горан Евтович, один из участников сражения, приказал людям Васоевича отступить на 100 м и продолжить несение службы в прежнем порядке — не открывать огонь без крайней необходимости и ждать прибытия подкреплений. После небольшого затишья Васоевич сообщил численность бойцов противника и запросил артиллерийскую поддержку на случай дальнейшего продвижения албанцев, однако приказ остался неизменным: отступать и ждать подкрепления.
Через полчаса после начала обстрела югославы услышали голос одного из албанских полевых командиров, который, по всей видимости, приказал своим людям прекратить огонь, так как в следующие секунды стрельба утихла. В этот момент по связи поступил приказ «окружить противника с двух сторон», несмотря на численный перевес албанцев. Идею подал Грубич, а Васоевич, уловив суть, поддержал решение провести своеобразную радиоигру. Приказы Васоевича передавались по радиоэфиру так, чтобы албанцы слышали их и полагали, что им противостоит намного больше солдат, а югославы не теряли присутствия боевого духа. Евтович, услышавший слова Васоевича, также решил, что это попытка передать противникам дезинформацию.
Однако люди Васоевича действительно перешли в контратаку, начав вести прицельный огонь по албанцам и постоянно передавая в радиоэфире информацию, внушая албанцам чувство того, что те атакуют позицию, защищаемую куда большим числом солдат — он перенастроил рацию так, что сообщения Васоевича были слышны у всех бойцов на погранзаставе. По свидетельству сослуживцев, югославы пошли в контратаку с криками «Ура» на превосходящего по численности противника, ведя стрельбу из автоматов до тех пор, пока не кончились патроны. После этого сержант Васоевич дал бойцам сигнал отступать, покинув поле боя последним. В это время в радиоэфире была тишина, и сослуживцы думали, что выжил только один человек. Но затем Васоевич вышел в эфир и сообщил об отступлении врага, что югославы встретили восторженными криками:

Мы все живы, у нас один раненый, противник нейтрализован. Те, кто выжили, отступили глубоко через границу… Я не выполнил приказ об отступлении, но нейтрализовал их в контратаке.
Оригинальный текст (серб.)...svi smo živi, imam jednog ranjenog, neprijatelj neutralisan, oni koji su preživeli povukli se duboko preko granice... nisam izvršio naređenje o povlačenju, ali jesam ih neutralisao u protivnapadu.

Продвигаясь через лес, в какой-то момент бойцы вынуждены были пройти по минному полю, которое появилось в конце 1998 года. Они натолкнулись на ту же засаду, которую оставили, однако никто не пострадал: Васоевич успел предупредить, что это «свои». Позже Грубич отправился к миномётам и начал вести обстрел позиций на границе, а по рации бойцы запросили помощь от миномётного взвода, располагавшегося в глубоком тылу.
Как оказалось, в этот день албанцы совершили нападение на позицию «камень C3/6». Теоретически, если бы Грубич и Васоевич не предприняли контратаку, а остались бы в засаде, то у АОК была бы возможность зайти в тыл к противнику и атаковать его оттуда, однако выдвижение отряда Васоевича нарушило стратегические планы АОК.

### Смерть и память
11 апреля 1999 года Иван Васоевич погиб во время очередного нападения албанцев на погранзаставу Кошаре, в промежутке между 15:00 и 15:30 — Васоевич был убит в районе Майя-Глава недалеко от Опляза, спасая раненого солдата (тот выжил). В ходе сражения погибли также бойцы Предраг Богосавлевич, Миленко Божич и Дарко Белобрк и пограничный пёс Листер. О гибели Ивана семье доложили во вторник. Васоевич стал одним из 108 солдат югославской армии, погибших в том сражении.
Васоевич был награждён орденом «За заслуги в области обороны и безопасности» I степени посмертно с формулировкой «за образцовое, смелое, решительное и чрезвычайно успешное выполнение задач по обеспечению обороны и безопасности Родины», а также одноимённой медалью с той же формулировкой и Медалью борца от Союза объединений ветеранов Народно-освободительной войны. В 2000 году в Сьенице был организован баскетбольный турнир памяти Ивана Васоевича, однако, несмотря на заявленный ежегодный характер, больше он не проводился: решению о прекращении турнира Биляна, сестра Ивана, неоднократно возмущалась. В 2018 году в Нише появилось граффити с изображением четырёх участвовавших в боях за Кошаре солдат — Ивана Васоевича, Предрага Леоваца, Деяна Митича и Драгана Грубича (пережил из них битву только Грубич, однако в 2004 году на одном из боевых заданий в Косово погиб). Рисунок был сделан на стене, разделяющей здание предприятия Elektrodistribucija и парковку у мэрии, авторы граффити — художник Саво Мишич и историк Младен Станкович.